# Europrop TP400
El motor Europrop TP-400-D6 és la turbohèlice més potent fabricada a Europa, i que en quantitat de 4, equipa l'avió de transport Airbus A400M.
Encara que la Unió Soviètica continua tenint el rècord amb la turbohèlice Kuznetsov NK-12 de 15.000 CV.

## Història
El desenvolupament d'aquest motor va començar el 2003, en resposta als European Staff Requirements, per equipar l'avió de transport Airbus A400M. El 2006 es van realitzar les primeres proves, que van comportar molts problemes d'acoblament, i fins a l'11 de desembre del 2009 no es va realitzar la prova de vol.
Aquest motor és successor de l'APA TP400-D1.
Finalment el 6 de maig del 2011 va rebre la certificació de la European Aviation Safety Agency (EASA, Agencia Europea de Seguretat per l'Aviació), després de més de 12.000 hores de proves i d'elles 8.000 sobre l'Airbus A400M.

## Funcionament
Com tot turbohèlix, consta de cinc parts:
- Compressor- Fou desenvolupat per l'empresa Rolls-Royce, i en aquest cas, és molt especial, ja que consta de 5 etapes de baixa pressió, i 6 etapes d'alta en contra rotació, d'aquí els tres eixos. Això comporta una relació de compressió molt elevada de 25:1.
- Cambra de combustió- Desenvolupada per l'empresa SNECMA. Amb un alta temperatura de treball, que assoleix els 1.500 K.
- Turbina- Consta de tres turbines, en la que la turbina d'alta pressió ha estat desenvolupada per SNECMA, la intermèdia per MTU Aero Engines i la de baixa pressió per Industria de Turbo Propulsores S.A..

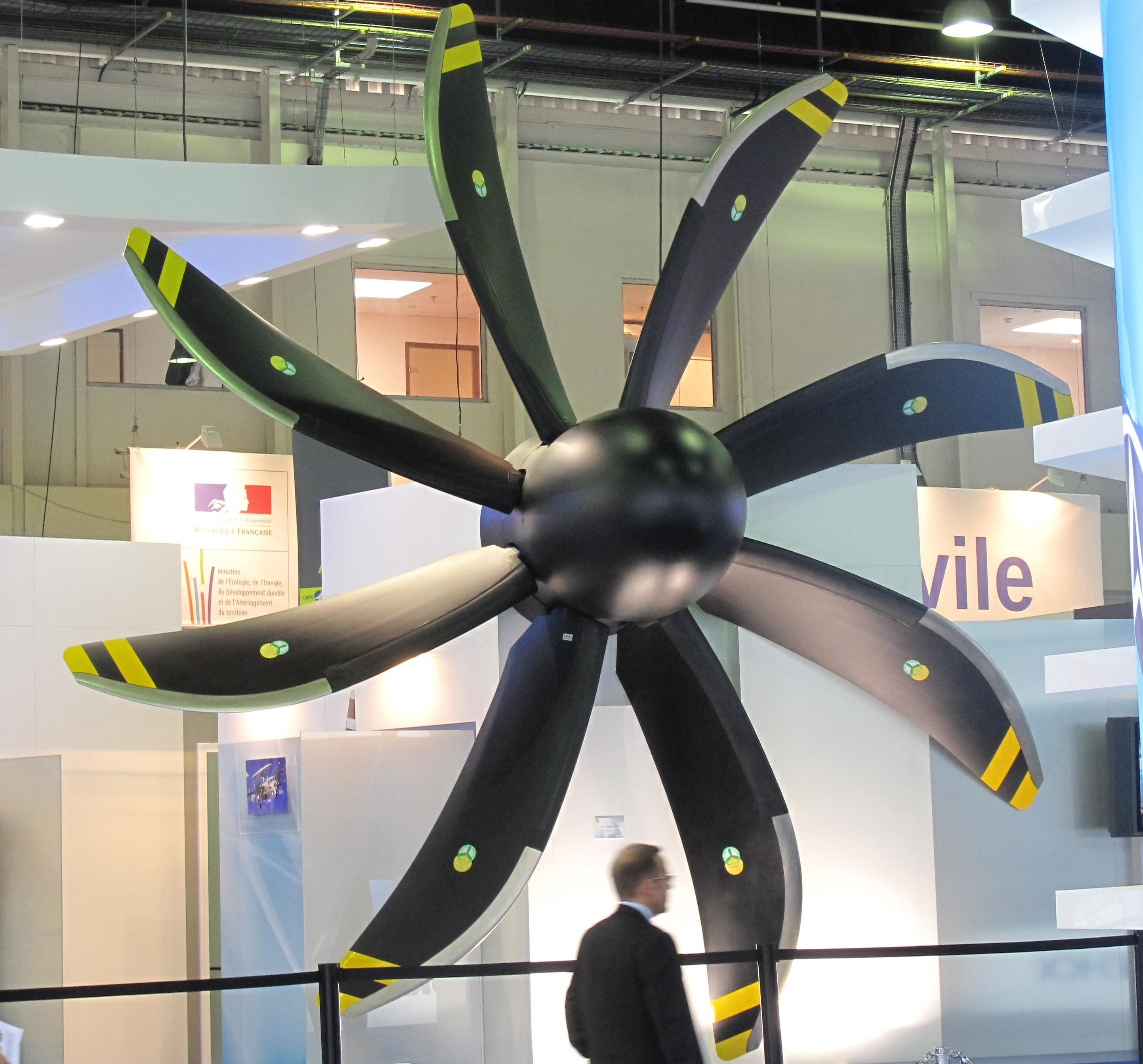
Fotografia on es pot apreciar les gegantines proporcions d'aquest hèlix, per l'Airbus A400M

- Reducció-Hèlix- La primera, que forma el tercer eix, aportada per SNECMA de l'empresa del grup Hispano Suiza, francesa. La segona és un gegant amb els seus 5,3 metres de diàmetre i les vuit pales de compost de carboni de l'empresa Ratier Figeac FH-386.
- Grups auxiliars- com la lubricació l'encès, el comandament, l'arranc, les carcasses, etc.

## Participació de les diferents empreses[4]

### Industria de Turbo PropulsoresS.A.
- Tovera d'admissió
- Turbina de potència
- Sortida de la turbina
- Carcasses exteriors
- Proves

### MTU Aero Engines (Alemanya)
- Part intermèdia del compressor
- Part intermèdia de la turbina
- Eix intermediari
- Part del control i seguiment del motor
- Muntatge final del motor
- Proves

### Rolls-Royce(Regne UnitiAlemanya)
- Sistemes d'aire i oli
- Disseny de capacitats
- Mecanismes de l'interior
- Compressor d'alta pressió
- Eix de baixa pressió
- Estructura intermèdia
- Coixinets de suport de les estructures
- Estructura calenta

### SNECMA (França)
- Cambra de combustió
- Turbina d'alta pressió
- Instal·lació en l'avió
- Sistema de lubricació
- Sistema d'arrancada
- Part del control i seguiment del motor
- Accessoris, i la caixa de reducció (Hispano Suiza)
- Proves